# Jane Winton
Jane Winton (Filadelfia, 10 ottobre 1905 – New York, 22 settembre 1959) è stata un'attrice, ballerina e cantante statunitense, che iniziò la sua carriera negli anni venti alle Ziegfeld Follies.

## Biografia
Nata a Filadelfia, giunse sulla costa occidentale per lavorare nel cinema, dove si meritò il soprannome di "la dea di Hollywood dagli occhi verdi" (the green-eyed goddess of Hollywood). Alta 1,66, flessuosa e dal portamento elegante, Jane Winton fece il suo debutto sullo schermo diretta da Paul Bern in un film della Famous Players-Lasky Corporation (la futura Paramount).
Nel 1926 ebbe un ruolo di primo piano in Don Giovanni e Lucrezia Borgia (Don Juan), il primo film muto ad essere accompagnato da una colonna sonora (seppure composta da sola musica, senza dialoghi e rumori) realizzata con il sistema Vitaphone.
Girò il suo ultimo film nel 1937 diretta da Herbert Wilcox.

## Opera e radio
Dopo aver lasciato Hollywood, Jane Winton si dedicò all'opera lirica, cantando come soprano. Nel 1933, ricoprì il ruolo di Nedda in Pagliacci per la National Grand Opera Company; fu anche protagonista dell'operetta Caviar. Nel Regno Unito divenne famosa per le sue partecipazioni a trasmissioni radiofoniche.

## Scrittrice
Nel 1951 venne pubblicato il suo romanzo Park Avenue Doctor. L'anno seguente uscì Passion Is The Gale, il suo secondo libro.

## Vita privata
L'attrice si sposò tre volte. La prima nel 1927, con lo sceneggiatore hollywoodiano Charles Kenyon (1880-1961). Dopo il divorzio da questi, si sposò nel 1930 con Horace Gumble, uomo d'affari di New York. Il suo ultimo marito fu Michael T. Gottlieb, un agente di cambio, giocatore professionista di bridge e possidente in Arizona, che sposò nel 1935. Mary Winton visse da allora nelle sue residenze di Katonah nello stato di New York e di Phoenix, in Arizona.
Morì nel 1959, all'età di 54 anni, mentre si trovava a New York, nel lussuoso Pierre Hotel.

## Filmografia
- Tomorrow's Love, regia di Paul Bern (1925)
- His Supreme Moment, regia di George Fitzmaurice (1925)
- The Love Toy, regia di Erle C. Kenton (1926)
- Non si scherza con l'amore (Why Girls Go Back Home), regia di James Flood (1926)
- My Old Dutch, regia di Laurence Trimble (1926)
- Footloose Widows, regia di Roy Del Ruth (1926)
- The Passionate Quest, regia di J. Stuart Blackton (1926)
- Don Giovanni e Lucrezia Borgia (Don Juan), regia di Alan Crosland (1926)
- Morte al volante (The Honeymoon Express), regia di James Flood e, non accreditato Ernst Lubitsch (1926)
- Millionaires, regia di Herman C. Raymaker (1926)
- Attraverso il Pacifico (Across the Pacific), regia di Roy Del Ruth (1926)
- Per ordine del granduca (My Official Wife), regia di Paul L. Stein (1926)
- Controcorrente (Upstream), regia di John Ford (1927)
- La scimmia che parla (The Monkey Talks), regia di Raoul Walsh (1927)
- The Gay Old Bird, regia di Herman C. Raymaker (1927)
- Perch of the Devil, regia di King Baggot (1927)
- The Beloved Rogue, regia di Alan Crosland (1927)
- Lonesome Ladies, regia di Joseph Henabery (1927)
- The Poor Nut, regia di Richard Wallace  (1927)
- Aurora (Sunrise: A Song of Two Humans), regia di Friedrich Wilhelm Murnau (1927)
- The Crystal Cup, regia di John Francis Dillon (1927)
- Giovinezza prepotente (The Fair Co-Ed), regia di Sam Wood (1927)
- Gambe nude (Bare Knees), regia di Erle C. Kenton (1928)
- Burning Daylight, regia di Charles Brabin (1928)
- Honeymoon Flats, regia di Millard Webb (1928)
- Fascino biondo (The Patsy), regia di King Vidor (1928)
- Giglio imperiale (Yellow Lily), regia di Alexander Korda (1928)
- Melody of Love, regia di Arch Heath (1928)
- Improvvisato abito da ballo (Nothing to Wear), regia di Erle C. Kenton (1928)
- Avventura d'alto bordo (Captain Lash), regia di John G. Blystone (1929)
- Il ponte di San Luis Rey (The Bridge of San Luis Rey), regia di Charles Brabin (1929)
- Scandalo (Scandal), regia di Wesley Ruggles (1929)
- In the Next Room, regia di Edward F. Cline (1930)
- The Furies, regia di Alan Crosland (1930)
- Show Girl in Hollywood, regia di Mervyn LeRoy (1930)
- La donna e la femmina (A Notorious Affair), regia di Lloyd Bacon (1930)
- Gli angeli dell'inferno (Hell's Angels), regia di Howard Hughes (1930)
- The Week End Mystery, regia di Arthur Hurley (1931)
- The Crane Poison Case, regia di Joseph Henabery (1932)
- Hired Wife, regia di George Melford (1934)
- The Light Fantastic, regia di Al Christie (1935)
- Limelight, regia di Herbert Wilcox (1937)